# Abdi Mohamed Ahmed
Abdi Mohamed Ahmed (Kismaayo, 30 de diciembre de 1962), conocido popularmente como "Abdi Xaaq" fue un futbolista somalí. Jugaba de arquero y estuvo con su selección entre 1982 y 1986.

## Trayectoria
Comenzó su carrera futbolística en 1980 en el Lavori Publici de su país, consiguiendo el título de la Copa de Somalia. Al año siguiente, con el mismo club, consiguió los dos trofeos de la temporada: liga y copa.
Sus espectaculares actuaciones hicieron de él, un gran futbolista. En 1982 fichó por el ascendido Wagad FC, logrando ganar la Liga. En 1983 y 1984, siguiendo con el Wagad FC, conquistó los títulos de la Copa de Somalia y al año siguiente logró ganar los dos trofeos. En 1985 consiguió el título de la liga con el mismo equipo.
En 1986 volvió a conquistar los dos trofeos pero esta vez con el equipo capitalino Mogadishu FC. Al año siguiente regresó al Wagad FC, consiguiendo los títulos de la Liga tanto ese año como en 1988. Al año siguiente, cambió de equipo y volvió a jugar para el cuadro de la capital, Mogadishu, obteniendo el campeonato liguero. Esa fue su última temporada como futbolista.
Pese a sus logros, nunca jugó por los equipos en que actuó, la Copa Interclubes de la CECAFA.

## Selección nacional
Entró al seleccionado juvenil de Somalia cuando tenía 15 años, y por sus buenas cualidades para tapar, fue promovido al equipo mayor en 1982. Su primer partido con el equipo fue ante Ruanda, por la etapa previa para la clasificación de la Copa Africana de Naciones de ese año, encajando un gol y perdiendo el duelo, y a la postre, el equipo quedó eliminado. 
Siguió tapando desde 1983 hasta 1986, año en que la selección somalí jugó sus últimos partidos de la década. Su mejor actuación fue ante Mauritania en 1985, en la que contribuyó con un gol de penal y Somalia lo ganó 5-2, su mayor goleada hasta ahora. Su peor actuación fue ante Uganda en 1986, con una vergonzosa goleada de 5-0. Su último partido con el equipo mayor fue ante esta misma selección dos semanas después de aquella goleada, quedando el partido empatado sin goles.
Él ahora vive en Sídney, Australia.

## Clubes
| Club                   | País    | Año         |
| ---------------------- | ------- | ----------- |
| Lavori Publici         | Somalia | 1980 - 1981 |
| Wagad FC               | Somalia | 1982 - 1985 |
| Mogadishu Municipality | Somalia | 1986        |
| Wagad FC               | Somalia | 1987 - 1988 |
| Mogadishu Municipality | Somalia | 1989        |

## Distinciones individuales
| Distinción                    | Año  |
| ----------------------------- | ---- |
| Mejor Arquero de Somalia      | 1981 |
| Mejor Arquero de Somalia      | 1982 |
| Mejor Arquero de Somalia      | 1983 |
| Mejor Arquero de Somalia      | 1984 |
| Mejor Arquero de Somalia      | 1985 |
| Mejor Arquero de Somalia      | 1986 |
| Mejor Arquero de Somalia      | 1988 |
| Mejor Arquero de Somalia      | 1989 |
| Futbolista del año en Somalia | 1981 |
| Futbolista del año en Somalia | 1982 |

- Datos: Q4664952